# Maurice Cazeneuve
Pour les articles homonymes, voir Cazeneuve.
Maurice Joseph Louis Cazeneuve, né le 4 janvier 1923 à Lectoure et mort le 28 juin 2016 à Neuilly-sur-Seine, est un metteur en scène de théâtre, scénariste et réalisateur français.
Il a principalement travaillé pour la télévision.

## Biographie
Licencié en philosophie, Maurice Cazeneuve est l'assistant de Marcel Carné pour le film inachevé La Fleur de l'âge.
En 1947, il fait partie de l'équipe de journalistes du tout nouveau magazine Radio-Loisirs, qui deviendra plus tard Télérama. La même année, il participe au premier Festival d'Avignon et collabore avec Jean Vilar comme comédien. Dans la Cour d'honneur du Palais des papes, il met aussi en scène L'Histoire de Tobie et de Sara, pièce de Paul Claudel.
En 1975, il co-fonde l'Académie Nationale des Arts de la Rue (ANAR) avec Marcel Bleustein-Blanchet, Jacques Dauphin, Christian Chavanon, Paul Delouvrier, Georges Elgozy, Roger Excoffon, Abraham Moles, ou encore André Parinaud.
Maurice Cazeneuve est directeur de la 2e chaîne de l'ORTF de 1968 à 1971, puis de France Régions 3 de 1965 à 1976.
En 1975, il co-fonde l'Académie Nationale des Arts de la Rue (ANAR) avec Marcel Bleustein-Blanchet, Jacques Dauphin, Christian Chavanon, Paul Delouvrier, Georges Elgozy, Roger Excoffon, Abraham Moles, ou encore André Parinaud.
Il a été marié quatre fois : d'abord avec Nicole Simone Geisweiller, réalisatrice à France-Culture ; puis avec l'actrice Martine Sarcey, avec laquelle il a eu un fils, le réalisateur Fabrice Cazeneuve en 1952 ; ensuite avec Jacqueline Baur ; et enfin avec Béatrix Hélène de Thiollaz, médecin, avec laquelle il a eu une fille, l'écrivaine Ève de Castro.
Il meurt le 28 juin 2016 et est inhumé dans la concession familiale dans le cimetière Saint-Gervais de Lectoure.

## Filmographie
Liste non exhaustive

### Cinéma
- 1958 : Cette nuit-là

### Télévision
- 1953 : Mon cœur est dans les Highlands (TV)
- 1956 : Eugénie Grandet (TV) adaptation du roman d'Honoré de Balzac
- 1961 : L'Exécution. C'est après la diffusion de ce drame, le 21 janvier 1961, où un nu féminin apparaît quelques secondes, qu'est créé le « carré blanc »[6].

- 1963 : L'inspecteur Leclerc enquête, feuilleton télévisé
  - Le Passé d'une femme
  - L'Agent double
- 1965 : Les Complices de l'aube, feuilleton télévisé en 9 épisodes
- 1965 : La Vie de bohême : Le miroir à trois faces, téléfilm
- 1966 : Illusions perdues d'après Balzac
- 1967 : Mary de Cork (TV)
- 1967 : Meurtre dans la cathédrale, film (TV) d'après T. S. Eliot, avec Alain Cuny, François Chaumette, Pierre Gallon, Denis Manuel, Gabriel Gattand. Tourné à l'abbaye de Jumièges.
- 1968 : La Séparation, avec Charles Vanel (TV) (tourné à Lectoure)
- 1974 : Le Deuil sied à Électre (d'Eugène O'Neill), trilogie télévisée
- 1974 : Entre toutes les femmes, avec Pascale Audret, Bernard Tiphaine (TV) (tourné à Lectoure)
- 1975 : Splendeurs et misères des courtisanes, mini-série télévisée en 6 épisodes
- 1981 : Nana, mini-série télévisée en 4 épisodes d'après le roman d'Émile Zola.

## Radio
- 1947 : Les Enfants terribles, réalisation radiophonique de Maurice Cazeneuve, adaptation d'Agathe Mella d'après le roman éponyme de Jean Cocteau[7].

## Théâtre

### Comédien
- 1947 : La Tragédie du roi Richard II de William Shakespeare, mise en scène Jean Vilar, 1er Festival d'Avignon.

### Metteur en scène
- 1947 : L'Histoire de Tobie et de Sara de Paul Claudel, 1er Festival d'Avignon
- 1947 : Le Juge de Malte de Denis Marion, Théâtre Montparnasse
- 1949 : Jeanne et ses juges de Thierry Maulnier, Parvis de la Cathédrale de Rouen.